# Ted Field
Frederick Woodruff "Ted" Field, né le 1er juin 1953 à Chicago, est un producteur de cinéma (descendant de Marshall Field) et un pilote automobile américain sur circuits à bord de voitures de sport essentiellement de Grand Tourisme (mais aussi de Sport-Prototype en 1982-83) au sein du team Interscope Racing qu'il dirige (auquel appartinrent entre autres Snoop Dogg et Pharrell Williams). Il réside à Beverly Hills.

## Biographie
Il commence sa carrière personnelle en sport automobile durant la saison 1975 à Daytona sur le Daytona International Speedway, également année de création de son équipe (disputant lui-même le Championnat USAC Mini-Indy Series de 1977 à 1978), et termine officiellement cette activité en 1983 après deux ans de présence en Championnat IMSA GT (deuxième en 1982 sur Porsche 935 K3 Interscope, avec 4 victoires).
Après avoir fini cinquième des 6 Heures de Watkins Glen en 1977, il remporte surtout les 24 Heures de Daytona en 1979 associé à Hurley Haywood, et à Danny Ongais (pilote déjà présent chez Interscope en 1975 sur Formule 5000, et pour des sorties occasionnelles en Formule 1 en 1978 sur Penske) pour son écurie dans le cadre du Championnat du monde des voitures de sport sur Porsche 935 Turbo, puis il obtient une troisième place aux 500 miles « Road America ». L'année suivante il est encore en début de saison troisième à Daytona sur la 935, avec Ongais et Milt Minter (de), puis il finit un mois et demi plus tard deuxième des 12 Heures de Sebring avec Ongais (leur paire étant déjà cinquième en 1977), avant de terminer troisième des 6 Heures de Mosport en août (ainsi qu'en 1981).
Il participe aussi personnellement aux 24 Heures du Mans à quatre reprises consécutives, de 1979 (avec Interscope) à 1982, sur des 935 et CK5. Il côtoie ainsi Jean-Louis Lafosse chez Kremer Racing en 1980.
Son équipe fait encore quelques apparitions lors des 500 miles d'Indianapolis, comme en 1981 et 1982 avec Ongais (châssis Parnelli et moteur Cosworth).
Pour sa pénultième saison -particulièrement fournie-, il termine deuxième des 1 000 kilomètres de Monza avec la 935, mais entretemps il a franchi le pas des monoplaces grâce à la Lola T600 qui lui procure des succès aux 6 Heures de Riverside (avec Don Whittington), aux 250 miles de Daytona, aux 500 miles de Pocono (septembre 1982) et aux 3 Heures de Daytona (novembre, encore avec Ongais).
En mars 1983 il effectue sa dernière course officielle derrière un volant, lors des 12 Heures de Sebring, toujours avec son pilote « fétiche » Danny Ongais. 

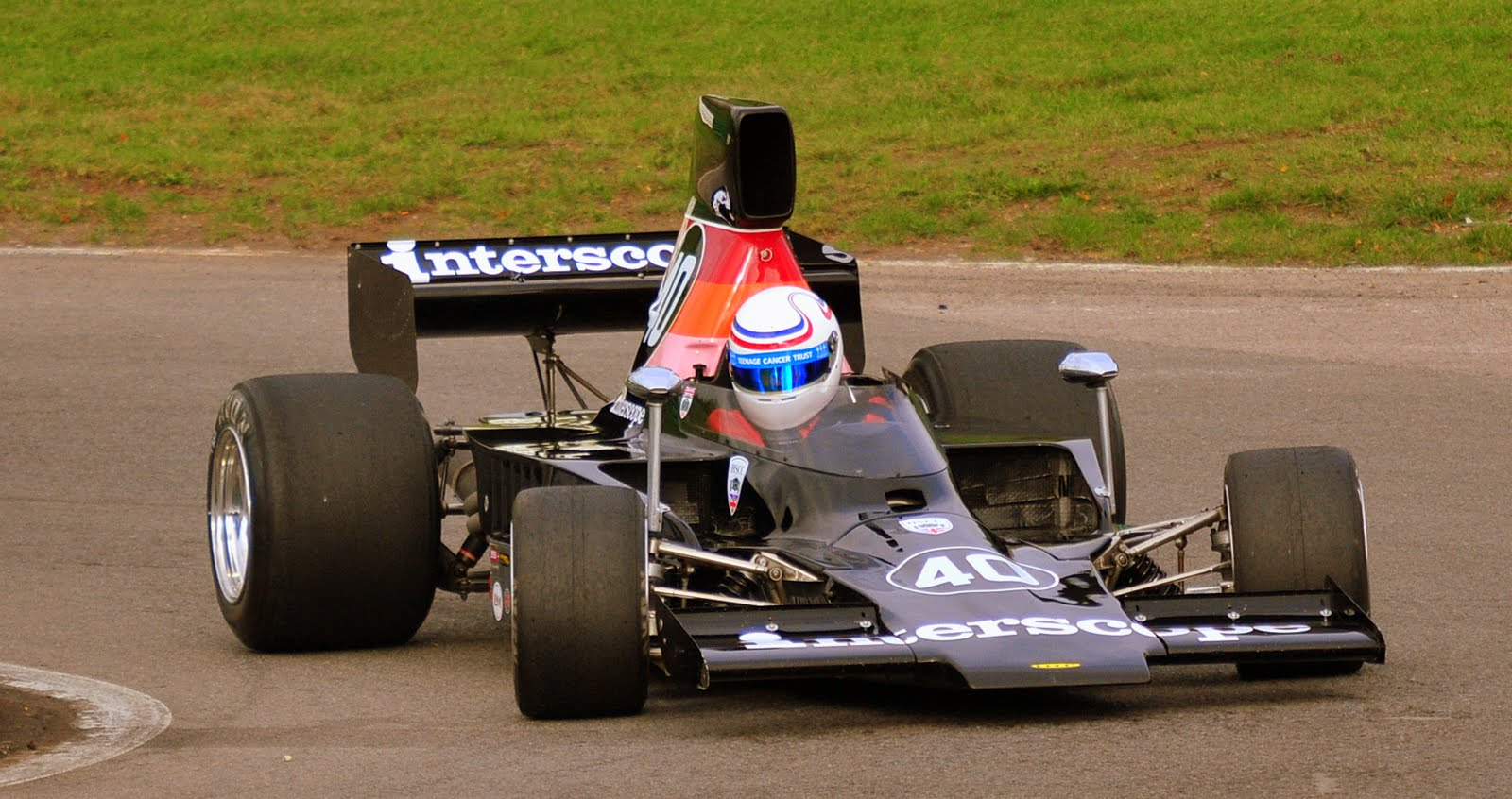
Une Lola F5 aux couleurs d'Interscope..

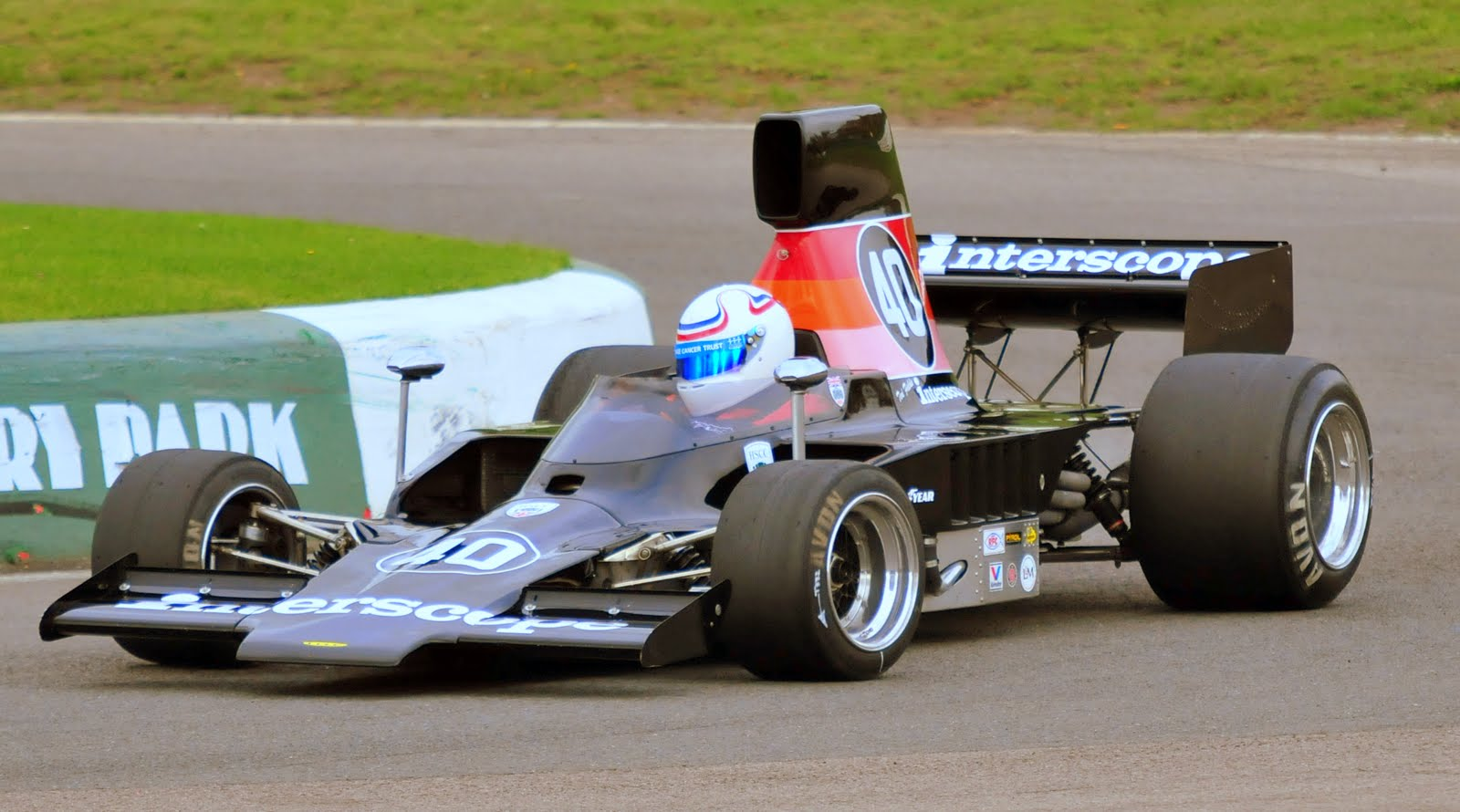
... en 2009 (Mallory Park).

En 1982 il fonde entretemps la société  Interscope Communications, qui produit depuis lors plus d'une cinquantaine de films d'importance. En 1984 il est à la tête d'un groupement de financiers pour le rachat de Panavision, société revendue en 1987 à Lee International (en). En 1990 il cofonde Interscope Records avec Jimmy Iovine, qu'il quitte en janvier 2001 pour créer ARTISTdirect Records avec le soutien de BMG. Il dirige désormais Radar Pictures.

## Filmographie
- 2018 : Opération Beyrouth (Beirut)  de Brad Anderson
- 2017 : Jumanji : Bienvenue dans la jungle (Jumanji: Welcome to the Jungle) de Jake Kasdan
- 2015 : Kickboxer de John Stockwell
- 2013 : Riddick de David Twohy
- 2011 : Silver Cord de James Ordonez
- 2010 : Twelve de Joel Schumacher
- 2009 : Everybody's Fine de Kirk Jones
- 2007 : Les Femmes de ses rêves de Peter et Bobby Farrelly
- 2006 : Waist Deep, de Vondie Curtis-Hall
- 2004 : Les Chroniques de Riddick de David Twohy
- 2002 : Le Peuple des ténèbres de Robert Harmon et Rick Bota (de)
- 1999 : Just Married (ou presque) de Garry Marshall
- 1998 : La Septième Prophétie de Carl Schultz
- 1995 : Jumanji de Joe Johnston
- 1995 : Rob Roy de Michael Caton-Jones
- 1995 : Un ménage explosif de Peter Yates
- 1995 : Professeur Holland de Stephen Herek
- 1994 : Terminal Velocity de Deran Sarafian
- 1994 : Un joueur à la hauteur de Paul Michael Glaser
- 1992 : La Main sur le berceau de Curtis Hanson
- 1992 : Le Feu sur la glace de Paul Michael Glaser
- 1992 : The Gun in Betty Lou's Handbag de Allan Moyle
- 1991 : Affaire non classée de Michael Apted
- 1990 : Tels pères, telle fille de Emile Ardolino
- 1990 : Le Premier Pouvoir de Robert Resnikoff
- 1989 : Délit d'innocence de Peter Yates
- 1988 : Cocktail de Roger Donaldson
- 1987 : Une chance pas croyable de Arthur Hiller
- 1987 : Toubib malgré lui de Michael Apted
- 1987 : Trois Hommes et un bébé de Leonard Nimoy
- 1984 : Les Tronches de Jeff Kanew